# جون ملدون
جون ملدون (بالإنجليزية: John Muldoon)‏ هو لاعب كرة قدم بريطاني في مركز الوسط، ولد في 21 نوفمبر 1964 في كلاتربريج ‏ في المملكة المتحدة. لعب مع بانغور سيتي وذا نيو سينتس ونادي ريكسهام ونادي لاندودنو ونادي ماريهامن ونادي موركامب ونادي نيوتاون.